# Fulvio Grimaldi
Fulvio Grimaldi (geb. 12. Mai 1934 in Florenz) ist ein italienischer Journalist, Publizist, Blogger und Dokumentarfilmer.

## Biografie
Fulvio Grimaldi arbeitete in den 40 Jahren seiner journalistischen Tätigkeit unter anderem für das Radio, wie zum Beispiel den BBC, für mehrere Zeitungen (Paese Sera, Giorni-Vie nuove, Abc, Lotta continua). Von 1986 bis 1999 arbeitete er für den RAI, vor allem als Kriegsberichterstatter.
Im März 1999 verließ er wegen eines Streits um den Krieg in Jugoslawien das staatliche Fernsehen und wechselte zu Liberazione, der Zeitung der neo-kommunistischen Partei Rifondazione Comunista. Hier betreute er die Rubrik „Mondocane“ („Hundewelt“), zugleich Titel eines seiner späteren Bücher und eines seiner Blogs. Im Mai 2003 wurde sein Arbeitsvertrag seiner Aussage nach wegen der Abweichung von der Parteilinie in den Themenbereichen Irak, Palästina, Kuba und Jugoslawien beendet. Nachdem er den arbeitsgerichtlichen Prozess in der ersten Instanz gewonnen hatte, wurde er im Berufungsverfahren zur Rückerstattung der ursprünglichen Abfindungsleistung an Liberazione verurteilt, worauf ein langjähriger Streit mit dem Herausgeber folgte.
In Eigenproduktion erstellte Grimaldi mehrere Dokumentationsfilme über weltpolitische Krisen und Kriege. Bei seiner Beschäftigung mit Themen der internationalen Politik stechen besonders die an der palästinensischen Sicht orientierte Darstellung des Palästinakonflikts und die Darstellung der von ihm angestrebten Integration Lateinamerikas hervor. Grimaldi war der einzige italienische Zeuge des Blutsonntags in Nordirland 1972, den er in allen Einzelheiten darstellen konnte. Er befasste sich intensiv mit der Geschichte Jugoslawien. Dabei kritisierte er die öffentliche und aus seiner Sicht unilaterale Darstellung, die einer antiserbischen und prokroatischen Einstellung geschuldet sei.
In seinen Auftritten bei Rai 3 und Meteo 3 sprach Grimaldi auch häufig über Umweltthemen, immer in Begleitung seines Hundes Nando.
Als Schauspieler hatte er einen Gastauftritt in dem Film Ermittlungen gegen einen über jeden Verdacht erhabenen Bürger (1970). Hier stellte er die Rolle des Patané dar, eines Journalisten der Zeitung Paese Sera. Zwei Jahre später trat er auch in Paolo Cavaras Film Das Lied von Mord und Totschlag auf.
Seit 2021 leitet er die Sendung „Mondocane, storie dal pianeta“ auf dem Byoblu-Fernsehkanal über aktuelle Angelegenheiten und Geopolitik mit der Absicht, „die Rolle des Journalisten als Wachhund zurückzugewinnen, der die Menschen vor Machtmissbrauch schützt“.

## Werke
- Rambo, Nando e io. Il salvagente, Rom 1995.
- Blood in the Street. Guildhall Press, 1998.
- Mondocane. Serbi, bassotti, Saddam e Bertinotti. Kaos-Verlag, Mailand 2004.
- Delitto e castigo in Medio Oriente. Gaza, Baghdad, Beirut…. Malatempora-Verlag, Rom 2007.
- Mamma ho perso la sinistra. Malatempora-Verlag, Rom 2008.
- Di resistenza si vince. Il futuro di Palestina e Medio Oriente, la riscossa araba, la crisi di Israele. Malatempora-Verlag, Rom 2009.
- L’Occidente all’ultima crociata Zambon-Verlag. Frankfurt 2012.

### Reportagen
- Popoli di troppo, Embargo!
- Chi vivrà… Iraq!
- Cuba, el camino del sol
- Patria Palestina
- Fino all’ultima Kefìah!
- Iraq Genocidio nell’Eden
- Serbi da Morire
- Yugoslavia – Il popolo invisibile
- Un deserto chiamato Pace – Fulvio Grimaldi nell’Iraq sotto attacco
- Americas Reaparecidas (2005)
- Gaza, Baghdad, Beirut... Delitto e Castigo (2007)
- L’asse del bene (2008)
- Gaza, Baghdad, Beirut: Delitto e Castigo (2006)
- Araba Fenice, il tuo nome è Gaza (2009)
- Usa – Honduras – America Latina, Il ritorno del Condor (2010)
- MESSICO, angeli e demoni nel laboratorio dell’Impero (2011)
- Maledetta Primavera. Arabi tra rivoluzioni, controrivoluzioni e guerre NATO (2011)
- Armageddon sulla via di Damasco (2012)
- Target Iran (2013)
- Fronte Italia-Partigiani del 2000 (2014)
- L’Italia al tempo della peste (2015)

## Filmografie
Schauspieler
- 1970: Ermittlungen gegen einen über jeden Verdacht erhabenen Bürger (Indagine su un cittadino al di sopra di ogni sospetto)
- 1972: Das Lied von Mord und Totschlag (Los amigos)